# Amedeo Angeli
Amedeo Angeli (Mariano del Friuli, 6 luglio 1911 – Cortina d'Ampezzo, 9 agosto 1965) è stato un bobbista italiano, attivo tra la fine degli anni venti e l'inizio degli anni cinquanta.
Amedeo nasce a Gemona nel 1911 e si trasferisce a Cortina d'Ampezzo pochi anni dopo la sua nascita, quando quest'ultima faceva parte dall'Impero Austro-ungarico, ma nel 1918, in seguito alla fine della prima guerra mondiale, Cortina passa al Regno d'Italia.

## Carriera sportiva
Nella maggior parte della sua carriera gareggiò in coppia con Francesco De Zanna.

### Nazionale
Amedeo fece parte della nazionale italiana di bob e prese parte a ai IV Giochi olimpici invernali disputati a Garmisch-Partenkirchen nel 1936 ed ai campionati mondiali nel 1938.

### Campionati italiani
In tutta la sua carriera agonistica Angeli collezionò ai campionati italiani di bob 10 medaglie:
- bob a due:
  - 3 ori (1939, 1933 e 1938)
  - 1 argento (1934)
  - 1 bronzo (1950)
- bob a quattro:
  - 4 ori (1933, 1934, 1938 e 1939)
  - 1 argento (1949)